# The Streets of Paris
The Streets of Paris foi uma revista musical estadunidense de 1939 estrelada por Bobby Clark, os comediantes Abbott & Costello e o cantor Jean Sablon, além de Carmen Miranda e Luella Gear. A estreia ocorreu em Boston, em 29 de maio de 1939, seguida pela apresentação em Nova York, em 19 de junho do mesmo ano. Com uma duração de duas horas e meia, incluindo um intervalo, a produção ficou em cartaz de 19 de junho de 1939 a 10 de fevereiro de 1940, totalizando 274 apresentações.
Durante sua temporada na Broadway, a revista alcançou um pico de arrecadação em setembro de 1939, somando cerca de 24 mil dólares desde sua estreia. Após sua exibição em Nova York, The Streets of Paris foi levada para cidades como Pittsburgh, Filadélfia, Baltimore e Washington D.C, e também passou por Chicago, Detroit e Cleveland. De abril a junho de 1940, uma versão condensada do espetáculo — que não contava com Carmen Miranda e Bobby Clark — foi apresentada no salão musical da Feira Mundial de Nova York..

## Antecedentes
A Feira Mundial de Nova Iorque proporcionou uma animada diversão aos nova-iorquinos e visitantes durante o verão de 1939, mas também representava uma ameaça à Broadway, que enfrentava dificuldades financeiras. Em setembro daquele ano, as esperanças da feira foram abaladas quando muitas nações com pavilhões na atração se envolveram no início da Segunda Guerra Mundial.
A primeira resposta da Broadway ao conflito foi ignorá-lo. Para o teatro musical, afastar a guerra parecia a melhor estratégia, pelo menos no começo. Naquela época, os musicais dependiam fortemente de cidades como Viena, e, em menor medida, Londres e Paris, para a produção de seus espetáculos. Com o advento da guerra, duas consequências se tornaram evidentes: havia um número cada vez menor de jovens talentos disponíveis, muitos dos quais se alistaram nas Forças Armadas, e o público que ia aos teatros diminuía, em grande parte devido à preferência pelo cinema de Hollywood.
Nesse contexto, os irmãos Shubert, em associação com Olsen & Johnson, inauguraram um novo e importante capítulo na história do teatro lírico americano com The Streets of Paris. A revista musical contava com a participação de duas estrelas bem conhecidas de Nova York, Luella Gear e Bobby Clark, sob a direção de Edward Duryea Dowling. O elenco incluía também uma série de nomes menos familiares, como Abbott & Costello, Jean Sablon, Ramón Vinay, Gower Champion, e até mesmo a desconhecida Carmen Miranda para o público norte-americano.

## O espetáculo

### Produção

Abbott & Costello e Carmen Miranda, em foto publicitaria de The Streets of Paris.

Olsen & Johnson, em parceria com Lee Shubert, estavam trabalhando em sua mais nova revista musical, The Streets of Paris. Os primeiros ensaios para o espetáculo começaram em 2 de maio de 1939, em Nova York. Antes de estrear na cidade, a revista teve sua pré-estreia em Boston, em 29 de maio de 1939, onde obteve grande sucesso de crítica e público, a ponto de alguns jornais especularem sobre uma extensão da temporada por mais de uma semana.
A estreia oficial ocorreu em 19 de junho de 1939, no Broadhurst Theatre, na Broadway, em Manhattan. Este espetáculo marcou a estreia de Carmen Miranda nos Estados Unidos, além de contar com a presença de Abbott & Costello, Gower Champion e Jeanne Tyler.
Os esboços da peça foram escritos por Tom McKnight, Charles Sherman e S. Jay Kaufman. Os figurinos foram desenhados por Irene Sharaff, enquanto o cenário foi projetado por Larry Goldwasser. A direção de coreografia ficou a cargo de Robert Alton, um dos coreógrafos mais ativos da Broadway na época, e o espetáculo foi dirigido por Edward Duryea Dowling.
The Streets of Paris era dividido em dois atos e 28 quadros, contando com dez canções escritas pela dupla Jimmy McHugh e Al Dubin, que colaboraram pela primeira vez. Números adicionais foram compostos por Harold J. Roma. A canção de maior destaque, "South American Way", recebeu uma nova interpretação com uma pitada de samba pelo Bando da Lua, que acompanhava Carmen Miranda nos shows. As letras em inglês e espanhol foram substituídas por uma versão em português, escrita por Aloysio de Oliveira, mantendo apenas o verso-título ao final das primeiras estrofes da letra original.
O musical encerrou suas apresentações em Nova Iorque em fevereiro de 1940 e, em seguida, iniciou uma turnê pela Costa Leste americana, começando pela Filadélfia, seguida de Washington D.C. O show continuou por Pittsburgh, Toronto, Detroit, Cleveland e Chicago, onde foi encerrado em 8 de maio de 1940.

### Elenco

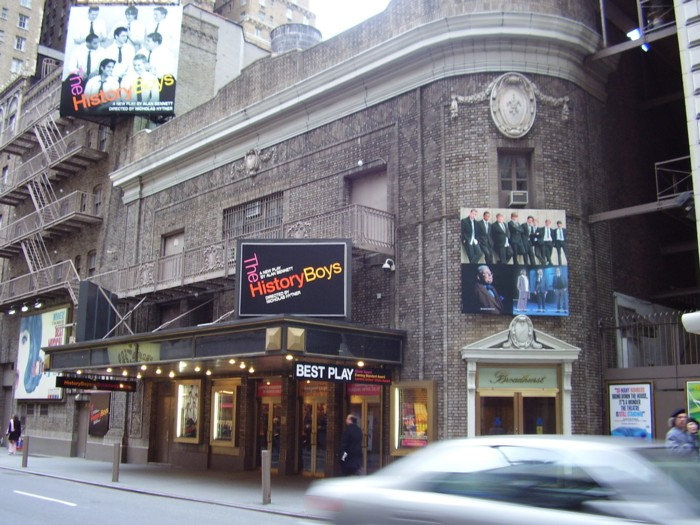
O Broadhurst Theatre em 2006.

Elenco principal
- Abbott & Costello
- Carmen Miranda

Elenco secundário (em ordem alfabética)
- Ben Dova
- Billy Branch
- Charles Hoffman
- Daisy e Violet Hilton
- Gloria Gilbert
- Grete Natzler (como Della Lind)
- Gower & Jeanne
- Jo & Jeanne Readinger
- John McCauley
- Magdi Kari
- Margaret Irving
- Milton Watson
- Sharlie Hall
- Sidney Marion (como Sid Marion)
- Yvonne Bouvier
- Ward & Van

## Atos musicais
Ato I
- Theatre Marigny Dressing Room ... The Callboy, Costumer, Wardrobe Mistress, Girls.
- The Streets of Paris ... Enis Beyer, Lynda Grey, Margaret Hall, Mildred Hughes, Nancy Lewis, Maxine Martin, Frances O'Day, Halldis Prince.
- The Ensemble Speaks ... Mesdemoiselles: Claire Anderson, Mary Ann, Alice Anthony, Betty Bartley, Kalli Barton, Flora Bowes, Trudy Burke, Jackie Gateley, Peggy Gallimore, Lu Ann Meredith, Ruth Merman, Adele Murphy, Janice Nicholson, Olive Nicholson, Eileen O'Day, Mary Ann Parker, Thelma Temple.

Messieurs: Norman Abbott, Edward Browne, Richard D'Arcy, Hugh Ellsworth, William Hawley, Henning Irgens, Mortimer O'Brien, Mischa Pompianov, Edward Wells.
- In Paris ... Luella Gear, Margaret Irving, John McCauley.
- Thanks for the Francs ... Milton Watson, Margo, Kate e Evelyn Hylton.
- Danger in the Dark ... Della Lind, Milton Watson com Jo e Jeanne Readinger, Hugh Ellsworth, Richard D'Arcy e Edward Wells.
- The Queen of Paris ... Luella Gear, Gower Champion.
- Three Little Maids ... Margo, Kate e Evelyn Hylton.
- Is It Possible: A Moment in Montmartre ... Bobby Clark, Della Lind com Madge e Billy Branch & Co.
- Rendezvous Times in Paris ... Milton Watson, Yvonne Bouvier com Kalli Barton, Luann Meredith, Mary Ann Parker, Olive Nicholson, Adele Murphy, Alice Anthony, Betty Bartley, Jackie Gately.
- Monsieur Think A Drink Hoffman ... Bernice Smith, Sadella Wagner, Mischa Pompianov, Richard D'Arcy.
- The Convict's Return ... Luella Gear, Bobby Clack.
- South American Way ... Carmen Miranda.

Ato II
- History Is Made at Night ... Enis Beyer, Halldis Prince, Maxine Martin, Nancy Grey, Margart Hall, Mildred Hall, Frances O'Day.
- A Noel Coward Custom ... Bobby Clack, Margaret Irving, Luella Gear.
- We Live on Love ... Milton Watson, Yvonne Bouvier com Gower e Jeanne, Claire Andterson, Gloria Gilbert.
- Robert the Roue ... Bobby Clack.
- Rest Cure ... Sid Marion, Cliff Hall, Margaret Irving, John McCauley, Lincoln Wilmerton, Hennings Irgens, Frances O'day, Hugh Ellsworth, Enis Beyer, Edward Wells, Jackie Gateley.
- The Spy ... Bobby Clark, Luella Gear, Lincoln Bouvier, John McCauley e Edward Wells.
- Reading Writing and A Little Bit Of Rhythm ... Margo, Kate, e Evelyn Hylton com Jo e Jeanne Readinger, Gower e Jeanne.
- Three Little Maids, Later ... Margo, Kate e Evelyn Hylton.
- That's Music ... Cliff Hall, Sid Marion, Bobby Clack.

Final
- The French Have A Word For It ...  Bobby Clark, Luella Gear, Sid Marion, Cliff Hall, Carmen Miranda.

## Recepção
Idealizado por Lee Shubert, The Streets of Paris consagrou Carmen Miranda nos Estados Unidos. Graças ao sucesso do espetáculo, a cantora tornou-se altamente requisitada, realizando diversos shows em um único dia, e logo recebeu um convite para estrelar seu primeiro filme estadunidense, Down Argentine Way (1940).
O revisor teatral da revista Life comentou sobre o show, afirmando: "Perto do final do primeiro ato de Streets of Paris, uma jovem chamativa, vestindo uma roupa estranha de cores vivas, se contorce através das cortinas e começa a deslumbrar o público em um breve número de canções em português. Isso ocorre em parte porque sua melodia incomum e ritmos fortemente acentuados são diferentes de tudo que já se ouviu em uma revista musical em Manhattan antes, e em parte porque, além de suas músicas, são os olhos insinuantes de Carmen Miranda que a tornam a estrela do espetáculo".
O New York Times elogiou a performance, dizendo que "Carmen Miranda canta sem se mover além de uma superfície de um metro quadrado, com os olhos semi fechados e tanta vibração que eletriza a plateia".
Jack Stinnett, escrevendo para a Associated Press, destacou: "Acompanhada por uma orquestra nativa, Carmen Miranda canta várias músicas em Streets of Paris. No palco, ela não precisa de intérprete. Com suas mãos, olhos e um movimento rítmico de seu corpo, ela fala um idioma que não conhece fronteiras e não precisa de dicionário".